# Jasenica (Mostar, BiH)
Jasenica je naseljeno mjesto u gradu Mostaru, Federacija Bosne i Hercegovine, BiH.

## Zemljopis
Jasenica se nalazi na južnom dijelu Mostara, točnije, između Baćevića i Rodoča i podijeljena je na Gornju i Donju Jasenicu.
Ovo naselje obiluje raznovrsnom poljoprivrednom kulturom koja datira još iz nekoliko desetljeća unazad. Kroz naselje Jasenica prolazi novi asfaltni put širine 5 metara, kao i elektroenergetska mreža, moderna telefonija, vodoinstalacije i kanali za navodnjavanje poljoprivrednih obradivih površina.
Pored gore navedenih struktura u Jasenici se nalaze suvremena ambulanta, mjesne prostorije, kapelice, crkva (koju često posjećuju Talijani), poznati zvonik, džamija, razni industrijski pogoni, ugostiteljski objekti, poljoprivredni proizvodni objekti (rasadnici, staklenici i sl.) itd.
Mještani ovog sela su većinom živjeli od zemljoradnje.

## Povijest

### Razdoblje do1991.godine
Ovo mjesto je bilo jedno od najvećih u Hercegovini. Jasenica je posjedovala dio Vojarne Helidrom na kojoj se snimio poznati film "Partizanska eskadrila". Jasenica je bila poznata po kulturnim događanjima u domu kulture Jasenica. Na rijeci Jasenici je izgrađeno desetak mostova, pumpa, desetak kilometara kanala za navodnjavanje, dvije velike Elektro postaje. Jaseničani su u svoj razvoj uvrstili nekoliko tvrtki koje su svojim poslovanjem doprinijeli ovom mjestu. Neke od poznatijih osim Aluminijskog kombinata su: plinara, betonara, nekoliko privatnih betonara, bravarskih postrojenja, postrojenja za obradu drveta. Jasenica posjeduje dva groblja koja su rimokatolička što potvrđuje dominaciju hrvatskog stanovništva. Do 1991. godine uz poznati dom kulture je bila otkupna postaja i prodavaonica u državnom vlasništvu. Ova otkupna postaja je otkupljivala sve vrste voća i povrća koje se proizvodilo na ovim obradivim površinama Jasenice.

### Razdoblje poslije 1991. godine
Ulaskom srpskih rezervista početkom 1991. godine Jasenica je počela doživljavati najveću propast ikad zapamćenu i krajem navedene godine dogodilo se i uništenje čitavog naselja.
Srpski rezervisti, vojska i četnici napali su naselje, pobili stanovništvo, zapalili kuće i doveli do pravog pogroma stanovništva. Dogodila se najveća katastrofa u povijesti Jasenice. Sve ovo doprinijelo je da preživjelo hrvatsko kao i ostalo nesrpsko stanovništvo izbjegne u zapadnu Hercegovinu i Hrvatsku. Napadom od strane srpskih agresora na privatne domove i Dom kulture kao i policijsku postaju Jasenica, službeno je počeo rat i agresija na stanovnike Jasenice. Izbjegli su skoro svi mještani osim onih koji su bili stari i koji nisu imali gdje. Dom kulture i policijsku postaju su do zadnjeg trenutka branili preostali policajci iz rezervnog sastava (a neki su završili i u logoru poslije). Preživjele stanovnike Jasenice srpska je vojska odvela u koncentracijske logore u istočnoj Hercegovini i Crnoj gori gdje su svakodnevno mučeni, zlostavljani i ubijani. Nakon povlačenja policije i sposobnih momaka za obranu, Jasenica je spaljena do temelja. Jaseničani su osnovali zajedno s Rodočanima u Međugorju vojnu formaciju koja je oslobodila i obranila uz ostale postojbe HVO-a južne dijelove grada – Rodoč i Jasenicu. Ova vojno obrambena formacija postala je poznata domobranska 9. bojna.

## Stanovništvo

### Popisi 1971. – 1991.
| Jasenica           |                |                |                |
| godina popisa      | 1991.          | 1981.          | 1971.          |
| Hrvati             | 1498 (72,33 %) | 1279 (74,44 %) | 1026 (84,37 %) |
| Muslimani          | 453 (21,87 %)  | 313 (18,21 %)  | 179 (14,72 %)  |
| Srbi               | 9 (0,43 %)     | 20 (1,16 %)    | 7 (0,57 %)     |
| Jugoslaveni        | 66 (3,18 %)    | 61 (3,55 %)    | 1 (0,08 %)     |
| ostali i nepoznato | 45 (2,17 %)    | 45 (2,61 %)    | 3 (0,24 %)     |
| ukupno             | 2071           | 1718           | 1216           |

### Popis 2013.
| Jasenica           |                |
| godina popisa      | 2013.          |
| Hrvati             | 1367 (86,90 %) |
| Bošnjaci           | 188 (11,95 %)  |
| Srbi               | 6 (0,38 %)     |
| ostali i nepoznato | 12 (0,76 %)    |
| ukupno             | 1573           |

## Znamenitosti
- Crkva Gospa od Anđela
- Stari zvonik
Stari zvonik je simbol Jaseničkog pučanstva. Zvonik je služio za obavijest kad se dogodi smrtni slučaj, rastjerivanje krupe (grada) umjesto raketa, i oglasavanja jutro, podne i večer. Ovim zvonom dugo godina je upravljala obitelj Marijanović, točnije Pavica Marijanović (Pava), i to sve do 2006. godine, kad je ovo zvono prestalo s radom nakon što je napravljeno novo na crkvi Gospa od anđela. Zvonik je trenutno spomenik kulture ovog mjesta i sjećanja na legendarnu Pavicu Marijanović.
- Gornje groblje s kapelicom
Ovo groblje se nalazi u Gornjoj Jasenici i služi trenutno za ukop pučanstva koje je nastanjeno na ovom dijelu Jasenice.
- Donje groblje s kapelicom
Ovo groblje se nalazi u Donjoj Jasenici i služi trenutno za ukop pučanstva koje je nastanjeno na ovom dijelu Jasenice.
- Bezdan
Bezdan je narodno kupalište žitelja Jasenice i Rodoča. Misterija koja se vuče za ovaj izvor Jasenice je taj da do sada nitko nije otkrio dno ovog izvora po čemu je dobio taj naziv Bezdan.
- Vodopad u Jasenici
Ovaj vodopad je umjetnog podrijetla i kroz njega protiče višak vode iz Mostarskog Blata. Na vodopadu se izgrađuje mini hidrocentrala koja bi bila poduhvat na ovim prostorima jer se voda koja protiče trebala vraćati pumpama ponovno u Mostarsko blato. Na dnu vodopada se nalazi veliki bazen koji je služio kao kupalište do izgradnje hidrocentrale. Lijevo od vodopada se nalaze pumpe za civilne i vojne svrhe te stara stražara koja se koristila za boravak pumpara i stražara. Na sredini vodopada se nalazi most koji spaja lijevu i desnu stranu brda na kojem se nalazi vodopad Jasenica.
- Mostovi na rijeci Jasenici

## Šport
HNK Jasenica, nogometni klub